# Cefneithin
 (mars 2025).
Si vous disposez d'ouvrages ou d'articles de référence ou si vous connaissez des sites web de qualité traitant du thème abordé ici, merci de compléter l'article en donnant les références utiles à sa vérifiabilité et en les liant à la section « Notes et références ».
Cefneithin est un village situé au pays de Galles, dans le Carmarthenshire à environ une dizaine de km de Ammanford et de Llanelli. Il est notamment connu pour son équipe de rugby à XV et les joueurs qui ont évolué comme Barry John.